# Montecchio Maggiore
Montecchio Maggiore és un municipi italià, situat a la regió del Vèneto i a la província de Vicenza. L'any 2004 tenia 20.730 habitants.